# Kunst im öffentlichen Raum in Hamburg-Ottensen
Diese Liste von Kunst im öffentlichen Raum in Hamburg-Ottensen enthält dauerhaft aufgestellte Kunstwerke auf dem Gebiet des Stadtteils Ottensen der Freien und Hansestadt Hamburg, die sich im öffentlichen Raum befinden und von anerkannten Künstlern und Künstlerinnen geschaffen wurden. Viele dieser Kunstwerke sind durch das Programm Kunst am Bau (und dessen Folgeprogramme) gefördert oder mit öffentlichen Geldern angekauft worden, dies ist aber keine Voraussetzung für die Aufnahme. Ebenso mögen einige dieser Kunstwerke als Kulturdenkmal geschützt sein, aber auch das ist keine Voraussetzung für die Aufnahme in diese Liste.
Bauschmuck ist im Normalfall im Artikel über das Bauwerk darzustellen, und gehört nicht in diese Liste. Streetart kann Aufnahme in die Liste finden, wenn es zu dem konkreten Kunstwerk eine ausführliche Rezeption in der Kunstwissenschaft gibt und ein enzyklopädischer Artikel über die Streetart-Künstler oder -Künstlerin existiert oder vorstellbar wäre. Denkmäler, die an eine Person oder ein Ereignis erinnern, können in die Liste aufgenommen werden, wenn sie ob ihrer zumeist plastischen Gestaltung als Kunstwerk gelten können. Bei reinen Gedenktafeln ist das normalerweise nicht der Fall.
Basis der Zusammenstellung sind Datensätze der Hamburger Kulturbehörde von 2012 und 2018, eine Veröffentlichung der SAGA GWG von 2008, und verschiedene Veröffentlichungen von Kunsthistorikern zum Thema. Eine abschließende Liste von Literatur kann es nicht geben, jedoch ist für jeden Eintrag in die Liste ein konkreter Verweis auf eine amtliche Liste oder anerkannte Sekundärliteratur erforderlich.
Gestohlene oder zerstörte Kunstwerke, die ehemals in Hamburg-Ottensen aufgestellt waren, sind in einer separaten Liste aufgeführt.

## Legende
- Lage: Nennt die nächstgelegene Straße und, wenn vorhanden und sinnvoll, das nächstgelegene Bauwerk (mit Hausnummer) oder das umgebende Gebiet (z. B. einen Park) und gibt nötigenfalls Hinweise zur genauen Lage. Darunter werden - wenn vorhanden - auch die Geo-Koordinaten und das Wikidata-Logo als Verweis auf das Wikidata-Objekt angegeben. Die Spalte ist nach der Adresse sortierbar.
- Künstler/in: Name des Künstlers oder der Künstlerin, die das Kunstwerk geschaffen haben, verlinkt mit dem Wikipedia-Artikel zur Person. Die Spalte ist nach dem Nachnamen sortierbar.
- Beschreibung: Kurzbeschreibung des Werks, immer zuerst: Werktitel (kursiv), dann möglichst Material, Stil, Größe, Dargestelltes, Art der Förderung
- Jahr: Jahr der Fertigstellung des Kunstwerkes, wenn unbekannt dann das Jahr der Aufstellung. Hier kann nur ein einziges Jahr angegeben werden, kein Zeitraum. Weitere zeitliche Details zur Schaffung des Kunstwerkes (von–bis) können in der Beschreibung angegeben werden.
- Quelle: Kulturbehörde, SAGA, Literatur, jeweils mit Fußnote. Diese Angabe ist für eine Aufnahme in die Liste verpflichtend.
- Bild: Bild des Kunstwerks, mit Link auf Commons-Kategorie wenn vorhanden

Hinweis: Die Grundsortierung der Liste erfolgt nach der Adresse. Die Liste ist alternativ nach Künstler, Werktitel, Datierung oder Quelle sortierbar.

## Liste
| Lage | Künstler                            | Beschreibung | Jahr      | Quelle        | Bild           |  |
| --- | ----------------------------------- | --- | --------- | ------------- | -------------- |  |
| Bahrenfelder Kirchenweg Ecke Griegstraße                                                                                            | Fritz Fleer                         | Max-Brauer-Gedenkstein vor Geburtshaus, eventuell Bezirksauftrag, bürgerliche Denkmalkultur                               | 1981      | Kulturbehörde |                |  |
| Bleickenallee 38 Altonaer Kinderkrankenhaus (Lage)                                                                                  | Klaus-Jürgen Luckey                 | Frucht Kunst am Bau | 1975      | Kulturbehörde | weitere Bilder |  |
| Bleickenallee 38 Altonaer Kinderkrankenhaus, ehemaliger Haupteingang (Lage)                                                         | August Henneberger                  | Knabe mit Fisch Kunst im Stadtbild bis 1950                                                                               | 1913      | Kulturbehörde | weitere Bilder |  |
| Bleickenallee 38 Altonaer Kinderkrankenhaus                                                                                         | Beate Wassermann                    | ohne Titel Holz | 1985      | Zabel         |                |  |
| Elbchaussee 31 Heinehaus (Lage) | Klaus-Jürgen Luckey                 | Salomon-Heine-Denkmal Auftrag Verein Heine Haus, bürgerliche Denkmalkultur                                                | 1989      | Kulturbehörde | weitere Bilder |  |
| Elbchaussee 130 Rosengarten, nahe Landhaus Scherrer                                                                                 | Karl Spethmann                      | Schäfer mit Schafen Kunst im Stadtbild bis 1950, evtl. zur Altonaer Gartenbau-Ausstellung 1914 beauftragt?                | 1914      | Kulturbehörde |                |  |
| Eulenstraße 43 Motte, Wand zum Hühnerhof (Lage)                                                                                     | Frank Kliemt und Milo Kliemt        | Wandbild Motte Direktauftrag                                                                                              | 1981/1997 | Kulturbehörde |                |  |
| Fischers Park (Lage) | unbekannt                           | Seelöwe Stein | 1914      | Zabel         | weitere Bilder |  |
| Friedensallee 290 ehemals Asche AG (Fischers Allee), jetzt nahe S-Bahnhof Bahrenfeld, Gehsteig vor Cafe                             | Georg Engst                         | Kugelsegmente auf Stele                                                                                                   | 1977/1982 | Kulturbehörde |                |  |
| Friedrich-Ebert-Hof Mitte der Wohnanlage aus Klinkerbauten (Lage)                                                                   | Albert Woebcke                      | Friedrich-Ebert-Büste Bronze-Büste von Friedrich Ebert, auf einem Sockel vor Stele mit Namen                              | 1948      | Zabel         | weitere Bilder |  |
| Gaußstraße 171 Schule Bahrenfelder Straße, Schulgarten                                                                              | Fritz Fleer                         | Pelikan Kunst am Bau | 1956      | Kulturbehörde |                |  |
| Gaußstraße 171 Schule Bahrenfelder Straße, Außenwand Klassenräume                                                                   | unbekannt                           | Wandarbeit (Vier Motive: Windmühle, Hahn, Mensch, Besen), vermutlich Kunst im Stadtbild bis 1950                          | ??        | Kulturbehörde |                |  |
| Gaußstraße 171 Schule Bahrenfelder Straße, Pausenhofwand (Lage)                                                                     | Eduard Bargheer                     | Sportler Kunst am Bau | 1962      | Kulturbehörde |                |  |
| Gaußstraße 171 Schule Bahrenfelder Straße, Eingangsbereich                                                                          | Fritz Fleer                         | Fliehende Pferde Kunst am Bau                                                                                             | 1954      | Kulturbehörde |                |  |
| Gaußstraße 171 Schule Bahrenfelder Straße, Foyer                                                                                    | Vilma Lehrmann-Amschler             | Weltzeituhr Kunst am Bau                                                                                                  | 1951      | Kulturbehörde |                |  |
| Hohenzollernring 57 Gymnasium Altona, Haupteingang (Lage)                                                                           | Otto Stichling                      | Luther und Kopernikus Kunst im Stadtbild bis 1950                                                                         | 1910      | Kulturbehörde | weitere Bilder |  |
| Holstenring 7–11 nordöstliche Ecke (Lage)                                                                                           | Elk Knaake                          | Drei Säulen gleichen Volumens GWG                                                                                         | 1983      | Kulturbehörde |                |  |
| Museumstraße 23 Altonaer Museum, Erdgeschoss/1. Obergeschoss, zur Braunschweiger Straße, Ausstellungsraum Handelsschifffahrt (Lage) | Alexander Friedrich                 | Fockmast mit stehendem und laufenden Tauwerk und Fockmast mit den Fallen und Kardeele der Rahen Glasfenster, Kunst am Bau | 1955      | Kulturbehörde |                |  |
| Museumstraße 23 Museum Altona, 1/2. Obergeschoss, zur Braunschweiger Straße, Magazin (Lage)                                         | Walter Körner                       | Spielende Kinder und Bodenständige Spielarten Glasfenster, Kunst am Bau                                                   | 1955      | Kulturbehörde |                |  |
| Neumühlen diverse Orte | Hamburger Frauen Freiluftgalerie    | Weibliches Leben und Arbeiten Förderung durch Bezirk                                                                      | seit 1994 | Kulturbehörde | weitere Bilder |  |
| Neumühlen 37 vor Augustinum (Lage)                                                                                                  | Josef Gollwitzer                    | Nashorn Direktankauf Heim                                                                                                 | 1965      | Kulturbehörde | weitere Bilder |  |
| Nöltingstraße 80 Kita Kurz & Klein (Lage)                                                                                           | Martin Kirstein                     | Elefant Direktauftrag | 1988      | Kulturbehörde |                |  |
| Ottenser Marktplatz (Lage) | Detlef Birgfeld                     | Brunnen Kunst am Bau (Brunnenbauprogramm)                                                                                 | 1982      | Kulturbehörde | weitere Bilder |  |
| Rainvilleterrasse 4 Stützmauer der Rainvilleterrasse, südlich der ehemaligen Seefahrtsschule (Lage)                                 | Hermann Hausmann und Otto Stichling | Chemnitz-Bellmann-Brunnen Stein                                                                                           | 1907      | Zabel         | weitere Bilder |  |
| Rothestraße 22 Schule Rothestraße, innen, vor Aula, 2. OG                                                                           | Hans Martin Ruwoldt                 | Flötenspielerin Kunst am Bau                                                                                              | 1951      | Kulturbehörde |                |  |
| Spritzenplatz (Lage) | Doris Waschk-Balz                   | Ottenser Torbogen Kunst am Bau                                                                                            | 1980      | Kulturbehörde |                |  |